# 刃脊

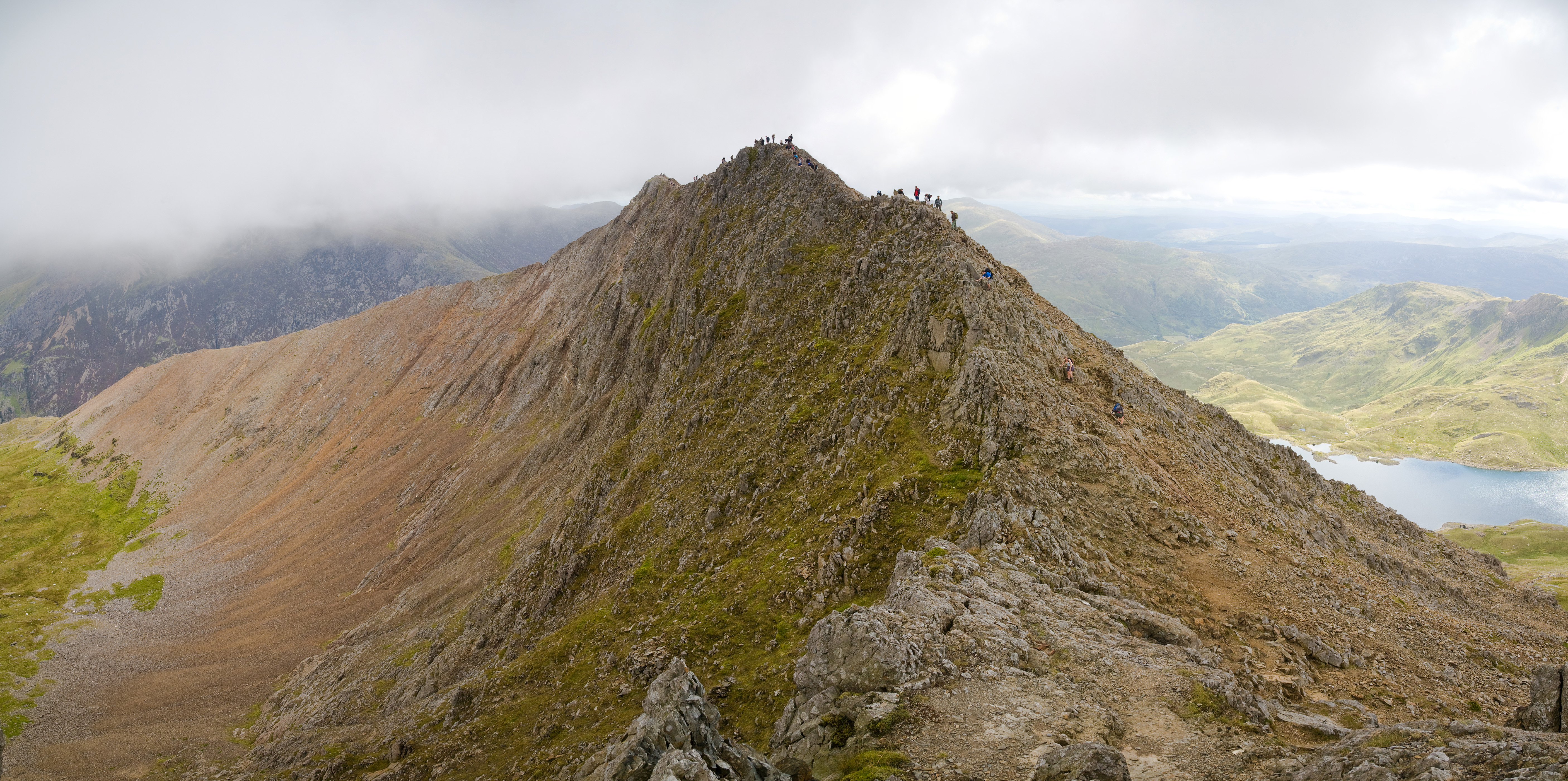
英国威尔士圭内斯郡斯诺登尼亚国家公园内的一处著名刃脊 Crib Goch

刃脊是一种陡峭的刀状山脊，也叫刃岭、刀岭。通常是由两条冰川侵蚀山脊两侧而形成。也有一些是由两个相邻的冰斗后退而形成刃脊。若是三個以上相邻的冰斗后退則會形成角峰。